# Невестино (Бургасская область)
Невестино (болг. Невестино) — село в Бургасской области Болгарии. Входит в состав общины Карнобат. Находится примерно в 10 км к северу от центра города Карнобат и примерно в 50 км к северо-западу от центра города Бургас. По данным переписи населения 2011 года, в селе  проживало 380 человек.

## Население
| Год     | 1934 | 1946 | 1956 | 1965 | 1975 | 1985 | 1992 | 2001 | 2011 |
| ------- | ---- | ---- | ---- | ---- | ---- | ---- | ---- | ---- | ---- |
| Жителей | 1126 | 1247 | 1034 | 1023 | 878  | 716  | 622  | 490  | 380  |

| Национальность  | Человек | Процент |
| --------------- | ------- | ------- |
| болгары         | 246     | 65,78%  |
| турки           | 25      | 6,68%   |
| цыгане          | 96      | 25,67%  |
| не определились | 7       | 1,87%   |
| Всего ответов   | 374     |         |

|  |